# Colpodia fletcheri
Colpodia fletcheri är en tvåvingeart som först beskrevs av Ephraim Porter Felt 1916.  Colpodia fletcheri ingår i släktet Colpodia och familjen gallmyggor. Inga underarter finns listade i Catalogue of Life.